# Аліу Бальде
Аліу Бальде (фр. Aliou Baldé, нар. 12 грудня 2002, Зігіншор) — сенегальський і гвінейський футболіст, нападник французької «Ніцци» та національної збірної Гвінеї. На умовах оренди грає за «Бохум».

## Клубна кар'єра
Народився 12 грудня 2002 року в місті Зігіншор. Вихованець футбольної школи клубу «Діамбар».
У дорослому футболі дебютував 2021 року виступами у Нідерландах за «Феєнорд», в якій провів півтора сезони, взявши участь у 4 матчах чемпіонату. 
На початку 2022 року перейшов до бельгійського друголігового клубу «Васланд-Беверен», звідки за півроку повернувся до Нідерландів, приєднавшись на правах оренди до «Дордрехта».
Першу половину 2023 року провів у Швейцарії, де грав за «Лозанну», зокрема допомігши їй підвищитися у класі до елітного дивізіону національної першості.
1 вересня 2023 року уклав п'ятирічний контракт зі французькою «Ніццею», якій трансфер молодого нападника обійшовся у 2,5 мільйони євро.

## Виступи за збірні
2019 року дебютував у складі юнацької збірної Сенегалу (U-17), загалом на юнацькому рівні взяв участь у 10 іграх, відзначившись 3 забитими голами.
Маючі гвінейське походження, 2024 року погодився на рівні національних команд захищати кольори історичної батьківщини і дебютував в офіційних матчах у складі національної збірної Гвінеї.
Того ж 2024 року був включений до заявки олімпійської збірної Гвінеї для участі у футбольному турнірі на тогорічних Олімпійських іграх у Парижі.
| Дата       | Місто       | Господарі | Результат | Гості    | Турнір                                  | Голи | Примітки |
| ---------- | ----------- | --------- | --------- | -------- | --------------------------------------- | ---- | -------- |
| 10-6-2024  | Ель-Джадіда | Гвінея    | 0 – 1     | Мозамбік | Відбір до ЧС 2026                       | -    | 65'      |
| 6-9-2024   | Кіншаса     | ДР Конго  | 1 – 0     | Гвінея   | Відбір до Кубка африканських націй 2025 | -    | 52'      |
| 10-9-2024  | Ямусукро    | Гвінея    | 1 – 2     | Танзанія | Відбір до Кубка африканських націй 2025 | -    | 75'      |
| 12-10-2024 | Абіджан     | Гвінея    | 4 – 1     | Ефіопія  | Відбір до Кубка африканських націй 2025 | -    | 76'      |
| 15-10-2024 | Абіджан     | Ефіопія   | 0 – 3     | Гвінея   | Відбір до Кубка африканських націй 2025 | -    | 87'      |
| Усього     |             | Матчів    | 5         |          | Голів                                   | 0    |          |